# Mistrzostwa Świata U-17 w Piłce Nożnej 2023
Mistrzostwa Świata do lat 17 w Piłce Nożnej 2023 – dziewiętnasty turniej mistrzostw świata U-17 w piłce nożnej mężczyzn. Po raz pierwszy wydarzenie to rozgrywane było w Indonezji. Rozpoczęło się 10 listopada, a zakończyło 2 grudnia 2023 roku. Tytuł po raz pierwszy w historii zdobyła reprezentacja Niemiec.
Oficjalnym hymnem mistrzostw był remix hymnu Mistrzostw Świata U-20 w Argentynie, który został zaprezentowany 3 listopada, Glorious autorstwa Weird Genius i LTZ. Maskotką turnieju był Bacuya, nosorożec.

## Wybór gospodarza
24 października 2019 roku FIFA ogłosiła, że gospodarzem imprezy w 2021 będzie Peru, jednak z powodu pandemii COVID-19 turniej nie odbył się i kraj ten otrzymał prawo do organizacji turnieju 2 lata później. FIFA jednak odebrała te prawa Peru z powodu obaw o infrastrukturę. 23 czerwca 2023 roku FIFA przyznała prawa do organizacji turnieju Indonezji.

## Zakwalifikowane zespoły
| Konfederacja                                     | Turniej kwalifikacyjny                                   | Reprezentacja          | Ostatni występ w MŚ U-17 | Najlepszy wynik w MŚ U-17                               | Wynik        |
| ------------------------------------------------ | -------------------------------------------------------- | ---------------------- | ------------------------ | ------------------------------------------------------- | ------------ |
| AFC (Azja)                                       | gospodarz                                                | Indonezja U-17         | debiutant                | debiutant                                               | Faza Grupowa |
| AFC (Azja)                                       | Mistrzostwa Azji U-17 w piłce nożnej 2023                | Iran U-17              | 2017                     | Ćwierćfinał (2017)                                      | 1/8 finału   |
| AFC (Azja)                                       | Mistrzostwa Azji U-17 w piłce nożnej 2023                | Japonia U-17           | 2019                     | Ćwierćfinał (1993, 2011)                                | 1/8 finału   |
| AFC (Azja)                                       | Mistrzostwa Azji U-17 w piłce nożnej 2023                | Korea Południowa U-17  | 2019                     | Ćwierćfinał (1987, 2009, 2019)                          | Faza Grupowa |
| AFC (Azja)                                       | Mistrzostwa Azji U-17 w piłce nożnej 2023                | Uzbekistan U-17        | 2013                     | Ćwierćfinał (2011)                                      | Ćwierćfinał  |
| CAF (Afryka)                                     | Mistrzostwa Afryki U-17 w piłce nożnej 2023              | Burkina Faso U-17      | 2011                     | III miejsce (2001)                                      | Faza Grupowa |
| CAF (Afryka)                                     | Mistrzostwa Afryki U-17 w piłce nożnej 2023              | Mali U-17              | 2017                     | II miejsce (2015)                                       | III miejsce  |
| CAF (Afryka)                                     | Mistrzostwa Afryki U-17 w piłce nożnej 2023              | Maroko U-17            | 2013                     | 1/8 finału (2013)                                       | Ćwierćfinał  |
| CAF (Afryka)                                     | Mistrzostwa Afryki U-17 w piłce nożnej 2023              | Senegal U-17           | 2019                     | 1/8 finału (2019)                                       | 1/8 finału   |
| CONCACAF (Ameryka Centralna, Północna i Karaiby) | Mistrzostwa CONCACAF U-17 w piłce nożnej 2023            | Kanada U-17            | 2019                     | Faza Grupowa (1987, 1989, 1993, 1995, 2011, 2013, 2019) | Faza Grupowa |
| CONCACAF (Ameryka Centralna, Północna i Karaiby) | Mistrzostwa CONCACAF U-17 w piłce nożnej 2023            | Meksyk U-17            | 2019                     | Mistrzostwo (2005, 2011)                                | 1/8 finału   |
| CONCACAF (Ameryka Centralna, Północna i Karaiby) | Mistrzostwa CONCACAF U-17 w piłce nożnej 2023            | Panama U-17            | 2013                     | 1/8 finału (2011)                                       | Faza Grupowa |
| CONCACAF (Ameryka Centralna, Północna i Karaiby) | Mistrzostwa CONCACAF U-17 w piłce nożnej 2023            | Stany Zjednoczone U-17 | 2019                     | IV miejsce (1989)                                       | 1/8 finału   |
| CONMEBOL (America Południowa)                    | Mistrzostwa Ameryki Południowej U-17 w piłce nożnej 2023 | Argentyna U-17         | 2019                     | III miejsce (1991, 1995, 2003)                          | IV miejsce   |
| CONMEBOL (America Południowa)                    | Mistrzostwa Ameryki Południowej U-17 w piłce nożnej 2023 | Brazylia U-17          | 2019                     | Mistrzostwa (1997, 1999, 2003, 2019)                    | Ćwierćfinał  |
| CONMEBOL (America Południowa)                    | Mistrzostwa Ameryki Południowej U-17 w piłce nożnej 2023 | Ekwador U-17           | 2019                     | Ćwierćfinał (1995, 2015)                                | 1/8 finału   |
| CONMEBOL (America Południowa)                    | Mistrzostwa Ameryki Południowej U-17 w piłce nożnej 2023 | Wenezuela U-17         | 2013                     | Faza Grupowa (2013)                                     | 1/8 finału   |
| OFC (Oceania)                                    | Mistrzostwa Oceanii U-17 w piłce nożnej 2023             | Nowa Kaledonia U-17    | 2017                     | Faza grupowa (2017)                                     | Faza Grupowa |
| OFC (Oceania)                                    | Mistrzostwa Oceanii U-17 w piłce nożnej 2023             | Nowa Zelandia U-17     | 2019                     | 1/8 finału (2009, 2011, 2015)                           | Faza Grupowa |
| UEFA (Europa)                                    | Mistrzostwa Europy U-17 w Piłce Nożnej 2023              | Anglia U-17            | 2017                     | Mistrzostwo (2017)                                      | 1/8 finału   |
| UEFA (Europa)                                    | Mistrzostwa Europy U-17 w Piłce Nożnej 2023              | Francja U-17           | 2019                     | Mistrzostwo (2001)                                      | II miejsce   |
| UEFA (Europa)                                    | Mistrzostwa Europy U-17 w Piłce Nożnej 2023              | Hiszpania U-17         | 2019                     | II miejsce (1991, 2003, 2007, 2017)                     | Ćwierćfinał  |
| UEFA (Europa)                                    | Mistrzostwa Europy U-17 w Piłce Nożnej 2023              | Niemcy U-17            | 2017                     | II miejsce (1985)                                       | Mistrz       |
| UEFA (Europa)                                    | Mistrzostwa Europy U-17 w Piłce Nożnej 2023              | Polska U-17            | 1999                     | IV miejsce (1993)                                       | Faza Grupowa |

## Losowanie
Drużyny zostały podzielone na 4 koszyki. Losowanie odbyło się 15 września.
| Koszyk 1                                                                                  | Koszyk 2                                                                            | Koszyk 3                                                                                     | Koszyk 4                                                                                 |
| ----------------------------------------------------------------------------------------- | ----------------------------------------------------------------------------------- | -------------------------------------------------------------------------------------------- | ---------------------------------------------------------------------------------------- |
| Indonezja U-17 (gr. A) Meksyk U-17 Brazylia U-17 Francja U-17 Hiszpania U-17 Japonia U-17 | Niemcy U-17 Mali U-17 Anglia U-17 Korea Południowa U-17 Argentyna U-17 Ekwador U-17 | Nowa Zelandia U-17 Iran U-17 Senegal U-17 Stany Zjednoczone U-17 Uzbekistan U-17 Maroko U-17 | Kanada U-17 Nowa Kaledonia U-17 Panama U-17 Burkina Faso U-17 Wenezuela U-17 Polska U-17 |

## Miasta i stadiony
Na podstawie:
| Dżakarta                         | Surabaja                 | Bandung                  | Surakarta         |
| -------------------------------- | ------------------------ | ------------------------ | ----------------- |
| Jakarta International Stadium    | Stadion Gelora Bung Tomo | Stadion Si Jalak Harupat | Stadion Manahan   |
| Pojemność: 82 000                | Pojemność: 50 000        | Pojemność: 27 000        | Pojemność: 20 000 |
|                                  |                          |                          |                   |
| SurakartaBandungDżakartaSurabaja |                          |                          |                   |

## Sędziowie
| Konfederacja        | Sędzia              | Asystenci                                     | Sędziowane mecze |
| ------------------- | ------------------- | --------------------------------------------- | --- |
| AFC                 | Omar Mohamed Al Ali | Jasem Abdulla Al-Ali Saeed Al-Marzooqi        | Senegal U-17 4:1 Polska U-17 (Faza grupowa) Nowa Zelandia U-17 0:4 Meksyk U-17 (Faza grupowa) Hiszpania U-17 0:1 Niemcy U-17 (ćwierćfinał)                                                         |
| AFC                 | Fu Ming             | Yi Cao Ji Ma                                  | Francja U-17 3:0 Burkina Faso U-17 (Faza grupowa) Ekwador U-17 1:1 Panama U-17 (Faza grupowa) Niemcy U-17 3:2 Stany Zjednoczone U-17 (1/8 finału) Argentyna U-17 0:3 Mali U-17 (mecz o 3. miejsce) |
| AFC                 | Ko Hyung-jin        | Jae-yeol Yoon Sang-jun Park                   | Nowa Kaledonia U-17 0:10 Anglia U-17 (Faza grupowa) Niemcy U-17 3:0 Wenezuela U-17 (Faza grupowa)                                                                                                  |
| CAF                 | Pierre Atcho        | Boris Ditsoga Carine Atezambong Fomo          | Japonia U-17 1:0 Polska U-17 (Faza grupowa) Brazylia U-17 9:0 Nowa Kaledonia U-17 (Faza grupowa) Hiszpania U-17 2:1 Japonia U-17 (1/8 finału)                                                      |
| CAF                 | Dahane Beida        | Dimbiniaina Andriatianarivelo Jonathan Ahonto | Nowa Zelandia U-17 1:3 Niemcy U-17 (Faza grupowa) Stany Zjednoczone U-17 0:3 Francja U-17 (Faza grupowa) Francja U-17 1:0 Uzbekistan U-17 (ćwierćfinał)                                            |
| CAF                 | Ibrahim Mutaz       | Khalil Hassani Hossam Eldin Ahmed             | Wenezuela U-17 3:0 Nowa Zelandia U-17 (Faza grupowa) Francja U-17 1:0 Korea Południowa U-17 (Faza grupowa)                                                                                         |
| CONCACAF            | Selvin Brown        | Gerson Martínez Roney Salinas                 | Brazylia U-17 2:3 Iran U-17 (Faza grupowa) Burkina Faso U-17 2:1 Korea Południowa U-17 (Faza grupowa) Anglia U-17 1:2 Uzbekistan U-17 (1/8 finału)                                                 |
| CONCACAF            | Keylor Herrera      | William Chow Víctor Ramírez                   | Maroko U-17 0:2 Ekwador U-17 (Faza grupowa) Polska U-17 0:4 Argentyna U-17 (Faza grupowa) |
| CONCACAF            | Bryan López         | Luís Ventura Humberto Panjoj                  | Hiszpania U-17 1:0 Mali U-17 (Faza grupowa) Anglia U-17 1:2 Brazylia U-17 (Faza grupowa) |
| CONMEBOL            | Augusto Aragón      | Ricardo Baren Andrés Tola                     | Meksyk U-17 1:3 Niemcy U-17 (Faza grupowa) Uzbekistan U-17 2:2 Hiszpania U-17 (Faza grupowa) Mali U-17 1:0 Maroko U-17 (ćwierćfinał)                                                               |
| CONMEBOL            | Ivo Méndez          | Carlos Tapia Roger Orellana                   | Uzbekistan U-17 3:0 Kanada U-17 (Faza grupowa) Iran U-17 5:0 Nowa Kaledonia U-17 (Faza grupowa) |
| CONMEBOL            | Roberto Pérez       | Stephen Atoche Enrique Pinto                  | Hiszpania U-17 2:0 Kanada U-17 (Faza grupowa) Stany Zjednoczone U-17 2:1 Burkina Faso U-17 (Faza grupowa) Francja U-17 0:0 (k. 5:3) Senegal U-17 (1/8 finału)                                      |
| CONMEBOL            | Gustavo Tejera      | Carlos Barreiro Andrés Nievas                 | Mali U-17 3:0 Uzbekistan U-17 (Faza grupowa) Anglia U-17 2:1 Iran U-17 (Faza grupowa) Mali U-17 5:0 Meksyk U-17 (1/8 finału) Francja U-17 2:1 Mali U-17 (półfinał)                                 |
| UEFA                | Espen Eskås         | Jan Engan Isaak Bashevkin                     | Indonezja U-17 1:1 Ekwador U-17 (Faza grupowa) Kanada U-17 1:5 Mali U-17 (Faza grupowa) Brazylia U-17 0:3 Argentyna U-17 (ćwierćfinał) Niemcy U-17 2:2 (k. 4:3) Francja U-17 (finał)               |
| UEFA                | Morten Krogh        | Dennis Rasmussen Steffen Bramsen              | Korea Południowa U-17 1:3 Stany Zjednoczone U-17 (Faza grupowa) Maroko U-17 3:1 Indonezja U-17 (Faza grupowa) Argentyna U-17 5:0 Wenezuela U-17 (1/8 finału)                                       |
| UEFA                | Atilla Karaoğlan    | Ceyhun Sesigüzel Cevdet Kömürcüoğlu           | Argentyna U-17 1:2 Senegal U-17 (Faza grupowa) Meksyk U-17 2:2 Wenezuela U-17 (Faza grupowa) Ekwador U-17 1:3 Brazylia U-17 (1/8 finału) Argentyna U-17 3:3 (k. 2:4) Niemcy U-17 (półfinał)        |
| UEFA                | Rade Obrenovič      | Jure Praprotnik Grega Kordež                  | Indonezja U-17 1:1 Panama U-17 (Faza grupowa) Senegal U-17 0:2 Japonia U-17 (Faza grupowa) |
| UEFA                | João Pinheiro       | Bruno Alves Luciano Maia                      | Panama U-17 0:2 Maroko U-17 (Faza grupowa) Japonia U-17 1:3 Argentyna U-17 (Faza grupowa) Maroko U-17 1:1 (k. 4:1) Iran U-17 (1/8 finału)                                                          |
| Sędziowie rezerwowi | Aprisman Aranda     | Aprisman Aranda                               | |
| Sędziowie rezerwowi | Thoriq Alkatiri     |                                               | |
| Sędziowie rezerwowi | Yudi Nurcahya       |                                               | |

## Faza grupowa
Na podstawie:
Legenda
|  | Awans do fazy pucharowej. |
|  | Klasyfikacja III miejsc   |

Gdy dwie lub więcej drużyn zakończy fazę grupową z taką samą liczbą punktów, o kolejności w tabeli decyduje:
1. bilans bramkowy
2. liczba goli zdobytych w fazie grupowej;
3. punkty zdobyte w meczach pomiędzy danymi drużynami;
4. różnica bramek w meczach pomiędzy danymi drużynami;
5. zdobyte bramki w meczach pomiędzy danymi drużynami;
6. klasyfikacja fair play;
7. losowanie.

Pogrubieniem oznaczono drużyny, które wywalczyły awans do 1/8 finału.

### Grupa A
| Reprezentacja  | M | W | R | P | Br+ | Br− | +/− | Pkt. |
| -------------- | - | - | - | - | --- | --- | --- | ---- |
| Maroko U-17    | 3 | 2 | 0 | 1 | 5   | 3   | +2  | 6    |
| Ekwador U-17   | 3 | 1 | 2 | 0 | 4   | 2   | +2  | 5    |
| Indonezja U-17 | 3 | 0 | 2 | 1 | 3   | 5   | -2  | 2    |
| Panama U-17    | 3 | 0 | 2 | 1 | 2   | 4   | -2  | 2    |

| 10 listopada 2023 10:00 CET | Panama U-17 | 0:2(0:1)Raport | Maroko U-17 · 16' Chlaghmo · 90+5' Ennair | Stadion Gelora Bung Tomo, Surabaja Widzów: 13 437 Sędzia: João Pinheiro |
|                             |             |                |                                           |                                                                         |

| 10 listopada 2023 13:00 CET | Indonezja U-17 · Kaka 22' | 1:1(1:1)Raport | Ekwador U-17 · 28' Obando | Stadion Gelora Bung Tomo, Surabaja Widzów: 30 583 Sędzia: Espen Eskås |
|                             |                           |                |                           |                                                                       |

| 13 listopada 2023 10:00 CET | Maroko U-17 | 0:2(0:0)Raport | Ekwador U-17 · 62' (k), 90+3' Bermúdez | Stadion Gelora Bung Tomo, Surabaja Widzów: 5 498 Sędzia: Keylor Herrera |
|                             |             |                |                                        |                                                                         |

| 13 listopada 2023 13:00 CET | Indonezja U-17 · Kaka 54' | 1:1(0:1)Raport | Panama U-17 · 45+3' Castillo | Stadion Gelora Bung Tomo, Surabaja Widzów: 17 239 Sędzia: Rade Obrenovič |
|                             |                           |                |                              |                                                                          |

| 16 listopada 2023 13:00 CET | Maroko U-17 · Alaoui 29' (k) · Boudlal 39' · Hamony 64' | 3:1(2:1)Raport | Indonezja U-17 · 42' Asyura | Stadion Gelora Bung Tomo, Surabaja Widzów: 26 454 Sędzia: Morten Krogh |
|                             |                                                         |                |                             |                                                                        |

| 16 listopada 2023 13:00 CET | Ekwador U-17 · Ruiz 24' | 1:1(1:0)Raport | Panama U-17 · 79' Castillo | Stadion Manahan, Surakarta Widzów: 7 956 Sędzia: Fu Ming |
|                             |                         |                |                            |                                                          |

### Grupa B
| Reprezentacja   | M | W | R | P | Br+ | Br− | +/− | Pkt. |
| --------------- | - | - | - | - | --- | --- | --- | ---- |
| Hiszpania U-17  | 3 | 2 | 1 | 0 | 5   | 2   | +3  | 7    |
| Mali U-17       | 3 | 2 | 0 | 1 | 8   | 2   | +6  | 6    |
| Uzbekistan U-17 | 3 | 1 | 1 | 1 | 5   | 5   | 0   | 4    |
| Kanada U-17     | 3 | 0 | 0 | 3 | 1   | 10  | -9  | 0    |

| 10 listopada 2023 10:00 CET | Mali U-17 · Doumbia 30', 72' (k), 75' | 3:0(1:0)Raport | Uzbekistan U-17 | Stadion Manahan, Surakarta Widzów: 3 014 Sędzia: Gustavo Tejera |
|                             |                                       |                |                 |                                                                 |

| 10 listopada 2023 13:00 CET | Hiszpania U-17 · Guiu 21' · Junyent 76' | 2:0(1:0)Raport | Kanada U-17 | Stadion Manahan, Surakarta Widzów: 6 613 Sędzia: Roberto Pérez |
|                             |                                         |                |             |                                                                |

| 13 listopada 2023 10:00 CET | Hiszpania U-17 · Hernández 62' | 1:0(0:0)Raport | Mali U-17 | Stadion Manahan, Surakarta Widzów: 4 723 Sędzia: Bryan López |
|                             |                                |                |           |                                                              |

| 13 listopada 2023 13:00 CET | Uzbekistan U-17 · Chukwu 22' (sam.) · Saidov 24', 81' | 3:0(2:0)Raport | Kanada U-17 | Stadion Manahan, Surakarta Widzów: 6 919 Sędzia: Ivo Méndez |
|                             |                                                       |                |             |                                                             |

| 16 listopada 2023 10:00 CET | Kanada U-17 · Chukwu 45' | 1:5(1:2)Raport | Mali U-17 · 14' Diarra · 26' Barry · 73' Kanaté · 77' Makalou · 90+1' Thiero | Stadion Gelora Bung Tomo, Surabaja Widzów: 10 269 Sędzia: Espen Eskås |
|                             |                          |                |                                                                              |                                                                       |

| 16 listopada 2023 10:00 CET | Uzbekistan U-17 · Shukurullaev 45+4' · Saidov 54' | 2:2(1:2)Raport | Hiszpania U-17 · 10' Oyono · 19' Martín | Stadion Manahan, Surakarta Widzów: 5 554 Sędzia: Augusto Aragón |
|                             |                                                   |                |                                         |                                                                 |

### Grupa C
| Reprezentacja       | M | W | R | P | Br+ | Br− | +/− | Pkt. |
| ------------------- | - | - | - | - | --- | --- | --- | ---- |
| Anglia U-17         | 3 | 2 | 0 | 1 | 13  | 3   | +10 | 6    |
| Brazylia U-17       | 3 | 2 | 0 | 1 | 13  | 4   | +9  | 6    |
| Iran U-17           | 3 | 2 | 0 | 1 | 9   | 4   | +5  | 6    |
| Nowa Kaledonia U-17 | 3 | 0 | 0 | 3 | 0   | 24  | -24 | 0    |

| 11 listopada 2023 10:00 CET | Nowa Kaledonia U-17 | 0:10(0:4)Raport | Anglia U-17 · 16' (k) Russell-Denny · 30', 57' Oboavwoduo · 35' Dibling · 45+4' Acheampong · 51' Amo-Ameyaw · 78' Nwaneri · 80' (sam.) Hanye · 85' Murray-Campbell · 90+1' McAllister | Jakarta International Stadium, Dżakarta Widzów: 6 684 Sędzia: Ko Hyung-jin |
|                             |                     |                 | |                                                                            |

| 11 listopada 2023 13:00 CET | Brazylia U-17 · Rayan 28' · Zamani 45+2' (sam.) | 2:3(2:0)Raport | Iran U-17 · 54' Barajeh · 69' Taheri · 73' Gholizadeh | Jakarta International Stadium, Dżakarta Widzów: 9 283 Sędzia: Selvin Brown |
|                             |                                                 |                |                                                       |                                                                            |

| 14 listopada 2023 10:00 CET | Brazylia U-17 · Rayan 28', 51' (k) · Estevão 39' · Luighi 44' · Elias 46', 86', 90+4' · Reis 56' · Victor 61' | 9:0(3:0)Raport | Nowa Kaledonia U-17 | Jakarta International Stadium, Dżakarta Widzów: 4 529 Sędzia: Pierre Atcho |
|                             | |                |                     |                                                                            |

| 14 listopada 2023 13:00 CET | Anglia U-17 · Russell-Denny 63' · Ndala 90' | 2:1(0:1)Raport | Iran U-17 · 31' Zamani | Jakarta International Stadium, Dżakarta Widzów: 7 698 Sędzia: Gustavo Tejera |
|                             |                                             |                |                        |                                                                              |

| 17 listopada 2023 13:00 CET | Anglia U-17 · Ndala 71' (k) | 1:2(0:1)Raport | Brazylia U-17 · 43' Elias · 54' Mata | Jakarta International Stadium, Dżakarta Widzów: 15 171 Sędzia: Bryan López |
|                             |                             |                |                                      |                                                                            |

| 17 listopada 2023 13:00 CET | Iran U-17 · Razaghinia 17', 34' · Ghandipour 76' · Askari 90+6' · Taheri 90+8' | 5:0(2:0)Raport | Nowa Kaledonia U-17 | Stadion Si Jalak Harupat, Bandung Widzów: 6 762 Sędzia: Ivo Méndez |
|                             |                                                                                |                |                     |                                                                    |

### Grupa D
| Reprezentacja  | M | W | R | P | Br+ | Br− | +/− | Pkt. |
| -------------- | - | - | - | - | --- | --- | --- | ---- |
| Argentyna U-17 | 3 | 2 | 0 | 1 | 8   | 3   | +5  | 6    |
| Senegal U-17   | 3 | 2 | 0 | 1 | 6   | 4   | +2  | 6    |
| Japonia U-17   | 3 | 2 | 0 | 1 | 4   | 3   | +1  | 6    |
| Polska U-17    | 3 | 0 | 0 | 3 | 1   | 9   | -8  | 0    |

| 11 listopada 2023 10:00 CET | Japonia U-17 · Takaoka 77' | 1:0(0:0)Raport | Polska U-17 | Stadion Si Jalak Harupat, Bandung Widzów: 4 961 Sędzia: Pierre Atcho |
|                             |                            |                |             |                                                                      |

| 11 listopada 2023 13:00 CET | Argentyna U-17 · Ruberto 90+2' | 1:2(0:2)Raport | Senegal U-17 · 6', 38' Diouf | Stadion Si Jalak Harupat, Bandung Widzów: 6 222 Sędzia: Atilla Karaoğlan |
|                             |                                |                |                              |                                                                          |

| 14 listopada 2023 10:00 CET | Senegal U-17 · Gueye 18', 52', 69' · Szala 31' (sam.) | 4:1(2:0)Raport | Polska U-17 · 66' Reguła | Stadion Si Jalak Harupat, Bandung Widzów: 7 065 Sędzia: Omar Mohamed Al Ali |
|                             |                                                       |                |                          |                                                                             |

| 14 listopada 2023 13:00 CET | Japonia U-17 · Takaoka 50' | 1:3(0:2)Raport | Argentyna U-17 · 5' Echeverri · 8' Acuña · 90+9' Ruberto | Stadion Si Jalak Harupat, Bandung Widzów: 12 324 Sędzia: João Pinheiro |
|                             |                            |                |                                                          |                                                                        |

| 17 listopada 2023 10:00 CET | Polska U-17 | 0:4(0:1)Raport | Argentyna U-17 · 34' Laplace · 46' Ruberto · 52' Subiabre · 86' Santiago López | Jakarta International Stadium, Dżakarta Widzów: 7 663 Sędzia: Keylor Herrera |
|                             |             |                |                                                                                |                                                                              |

| 17 listopada 2023 10:00 CET | Senegal U-17 | 0:2(0:0)Raport | Japonia U-17 · 62', 72' Takaoka | Stadion Si Jalak Harupat, Bandung Widzów: 5 079 Sędzia: Rade Obrenovič |
|                             |              |                |                                 |                                                                        |

### Grupa E
| Reprezentacja          | M | W | R | P | Br+ | Br− | +/− | Pkt. |
| ---------------------- | - | - | - | - | --- | --- | --- | ---- |
| Francja U-17           | 3 | 3 | 0 | 0 | 7   | 0   | +7  | 9    |
| Stany Zjednoczone U-17 | 3 | 2 | 0 | 1 | 5   | 5   | 0   | 6    |
| Burkina Faso U-17      | 3 | 1 | 0 | 2 | 3   | 6   | -3  | 3    |
| Korea Południowa U-17  | 3 | 0 | 0 | 3 | 2   | 6   | -4  | 0    |

| 12 listopada 2023 10:00 CET | Francja U-17 · Lambourde 49' · Tincrès 81' (k) · Gomis 87' (k) | 3:0(0:0)Raport | Burkina Faso U-17 | Jakarta International Stadium, Dżakarta Widzów: 7 033 Sędzia: Fu Ming |
|                             |                                                                |                |                   |                                                                       |

| 12 listopada 2023 13:00 CET | Korea Południowa U-17 · Kim 35' | 1:3(1:1)Raport | Stany Zjednoczone U-17 · 7', 73' Berchimas · 49' Medina | Jakarta International Stadium, Dżakarta Widzów: 4 317 Sędzia: Morten Krogh |
|                             |                                 |                |                                                         |                                                                            |

| 15 listopada 2023 10:00 CET | Stany Zjednoczone U-17 · Figueroa 45' · Berchimas 45+6' | 2:1(2:0)Raport | Burkina Faso U-17 · 89' Diarra | Jakarta International Stadium, Dżakarta Widzów: 3 235 Sędzia: Roberto Pérez |
|                             |                                                         |                |                                |                                                                             |

| 15 listopada 2023 13:00 CET | Francja U-17 · Amougou 2' | 1:0(1:0)Raport | Korea Południowa U-17 | Jakarta International Stadium, Dżakarta Widzów: 7 476 Sędzia: Ibrahim Mutaz |
|                             |                           |                |                       |                                                                             |

| 18 listopada 2023 13:00 CET | Stany Zjednoczone U-17 | 0:3(0:1)Raport | Francja U-17 · 45+2', 82' Tincrès · 86' Meupiyou | Jakarta International Stadium, Dżakarta Widzów: 14 436 Sędzia: Dahane Beida |
|                             |                        |                |                                                  |                                                                             |

| 18 listopada 2023 13:00 CET | Burkina Faso U-17 · Diarra 24' · Camara 86' | 2:1(1:0)Raport | Korea Południowa U-17 · 49' Kim | Stadion Si Jalak Harupat, Bandung Widzów: 3 400 Sędzia: Selvin Brown |
|                             |                                             |                |                                 |                                                                      |

### Grupa F
| Reprezentacja      | M | W | R | P | Br+ | Br− | +/− | Pkt. |
| ------------------ | - | - | - | - | --- | --- | --- | ---- |
| Niemcy U-17        | 3 | 3 | 0 | 0 | 9   | 2   | +7  | 9    |
| Meksyk U-17        | 3 | 1 | 1 | 1 | 7   | 5   | +2  | 4    |
| Wenezuela U-17     | 3 | 1 | 1 | 1 | 5   | 5   | 0   | 4    |
| Nowa Zelandia U-17 | 3 | 0 | 0 | 3 | 1   | 10  | -9  | 0    |

| 12 listopada 2023 10:00 CET | Wenezuela U-17 · Martínez 29' · Romero 87', 90+7' | 3:0(1:0)Raport | Nowa Zelandia U-17 | Stadion Si Jalak Harupat, Bandung Widzów: 2 932 Sędzia: Ibrahim Mutaz |
|                             |                                                   |                |                    |                                                                       |

| 12 listopada 2023 13:00 CET | Meksyk U-17 · Jiménez 75' | 1:3(0:2)Raport | Niemcy U-17 · 29' Darvich · 38' Moerstedt · 53' da Silva Moreira | Stadion Si Jalak Harupat, Bandung Widzów: 4 617 Sędzia: Augusto Aragón |
|                             |                           |                |                                                                  |                                                                        |

| 15 listopada 2023 10:00 CET | Meksyk U-17 · Carrillo 62' · Ortiz 67' | 2:2(0:1)Raport | Wenezuela U-17 · 6' Cichero · 84' (k) Profeta | Stadion Si Jalak Harupat, Bandung Widzów: 2 460 Sędzia: Atilla Karaoğlan |
|                             |                                        |                |                                               |                                                                          |

| 15 listopada 2023 13:00 CET | Nowa Zelandia U-17 · Watson 90+1' (k) | 1:3(0:1)Raport | Niemcy U-17 · 45+7' Brunner · 60' Moerstedt · 81' Yalçınkaya | Stadion Si Jalak Harupat, Bandung Widzów: 5 353 Sędzia: Dahane Beida |
|                             |                                       |                |                                                              |                                                                      |

| 15 listopada 2023 10:00 CET | Niemcy U-17 · Ramsak 1', 57' · da Silva Moreira 42' | 3:0(2:0)Raport | Wenezuela U-17 | Jakarta International Stadium, Dżakarta Widzów: 11 264 Sędzia: Ko Hyung-jin |
|                             |                                                     |                |                |                                                                             |

| 15 listopada 2023 10:00 CET | Nowa Zelandia U-17 | 0:4(0:1)Raport | Meksyk U-17 · 42' Barajas · 47' Fernández · 54', 67' (k) Carrillo | Stadion Si Jalak Harupat, Bandung Widzów: 6 136 Sędzia: Omar Mohamed Al Ali |
|                             |                    |                |                                                                   |                                                                             |

### Klasyfikacja 3 miejsc
| Grupa | Reprezentacja     | M | W | R | P | Br+ | Br− | +/− | Pkt. |
| ----- | ----------------- | - | - | - | - | --- | --- | --- | ---- |
| D     | Japonia U-17      | 3 | 2 | 0 | 1 | 4   | 3   | +1  | 6    |
| C     | Iran U-17         | 3 | 2 | 0 | 1 | 9   | 4   | +5  | 6    |
| B     | Uzbekistan U-17   | 3 | 1 | 1 | 1 | 5   | 5   | 0   | 4    |
| F     | Wenezuela U-17    | 3 | 1 | 1 | 1 | 5   | 5   | 0   | 4    |
| E     | Burkina Faso U-17 | 3 | 1 | 0 | 2 | 3   | 6   | -3  | 3    |
| A     | Indonezja U-17    | 3 | 0 | 2 | 1 | 3   | 5   | -2  | 2    |

W 1/8 finału, gdzie awansują 4 najlepsze zespoły z 3. miejsc, kolejność meczów z tymi drużynami zależała od tego, z jakiej są grupy (kolorem żółtym jest zaznaczony wariant, który stał się faktem):
| 4 najlepsze zespoły z 3. miejsc | Rywal zwycięzcy grupy A | Rywal zwycięzcy grupy B | Rywal zwycięzcy grupy C | Rywal zwycięzcy grupy D |
| ------------------------------- | ----------------------- | ----------------------- | ----------------------- | ----------------------- |
| A B C D                         | 3. miejsce z grupy C    | 3. miejsce z grupy D    | 3. miejsce z grupy A    | 3. miejsce z grupy B    |
| A B C E                         | 3. miejsce z grupy C    | 3. miejsce z grupy A    | 3. miejsce z grupy B    | 3. miejsce z grupy E    |
| A B C F                         | 3. miejsce z grupy C    | 3. miejsce z grupy A    | 3. miejsce z grupy B    | 3. miejsce z grupy F    |
| A B D E                         | 3. miejsce z grupy D    | 3. miejsce z grupy A    | 3. miejsce z grupy B    | 3. miejsce z grupy E    |
| A B D F                         | 3. miejsce z grupy D    | 3. miejsce z grupy A    | 3. miejsce z grupy B    | 3. miejsce z grupy F    |
| A B E F                         | 3. miejsce z grupy E    | 3. miejsce z grupy A    | 3. miejsce z grupy B    | 3. miejsce z grupy F    |
| A C D E                         | 3. miejsce z grupy C    | 3. miejsce z grupy D    | 3. miejsce z grupy A    | 3. miejsce z grupy E    |
| A C D F                         | 3. miejsce z grupy C    | 3. miejsce z grupy D    | 3. miejsce z grupy A    | 3. miejsce z grupy F    |
| A C E F                         | 3. miejsce z grupy C    | 3. miejsce z grupy A    | 3. miejsce z grupy F    | 3. miejsce z grupy E    |
| A D E F                         | 3. miejsce z grupy D    | 3. miejsce z grupy A    | 3. miejsce z grupy F    | 3. miejsce z grupy E    |
| B C D E                         | 3. miejsce z grupy C    | 3. miejsce z grupy D    | 3. miejsce z grupy B    | 3. miejsce z grupy E    |
| B C D F                         | 3. miejsce z grupy C    | 3. miejsce z grupy D    | 3. miejsce z grupy B    | 3. miejsce z grupy F    |
| B C E F                         | 3. miejsce z grupy E    | 3. miejsce z grupy C    | 3. miejsce z grupy B    | 3. miejsce z grupy F    |
| B D E F                         | 3. miejsce z grupy E    | 3. miejsce z grupy D    | 3. miejsce z grupy B    | 3. miejsce z grupy F    |
| C D E F                         | 3. miejsce z grupy C    | 3. miejsce z grupy D    | 3. miejsce z grupy F    | 3. miejsce z grupy E    |

## Faza pucharowa
W fazie pucharowej uczestniczyło 16 zespołów, które awansowały z fazy grupowej. Ta część rywalizacji składała się z czterech rund, w każdej rundzie odpadała połowa drużyn. Po wyłonieniu czterech najlepszych drużyn turnieju, rozegrane zostały półfinały. Przegrani tych spotkań rozegrali mecz o brązowy medal, zaś zwycięzcy o tytuł mistrzowski. W każdym ze spotkań fazy pucharowej mecz zakończony w regulaminowym czasie remisem musiał być rozstrzygnięty poprzez trzydziestominutową dogrywkę. Jeżeli wynik nadal pozostawał nierozstrzygnięty, następowała seria rzutów karnych.
|  |                         |                 |                         |                        |                         |                         |                         |                   |                   |                   |                      |                      |                      |  |  |       |       |       |
|  | 1/8 finału              | 1/8 finału      | 1/8 finału              |                        |                         | Ćwierćfinały            | Ćwierćfinały            | Ćwierćfinały      |                   |                   | Półfinały            | Półfinały            | Półfinały            |  |  | Finał | Finał | Finał |
|  | 1/8 finału              | 1/8 finału      | 1/8 finału              |                        |                         | Ćwierćfinały            | Ćwierćfinały            | Ćwierćfinały      |                   |                   | Półfinały            | Półfinały            | Półfinały            |  |  | Finał | Finał | Finał |
|  | 20 listopada, Surakarta |                 |                         |                        |                         |                         |                         |                   |                   |                   |                      |                      |                      |  |  |       |       |       |
|  |                         |                 |                         |                        |                         |                         |                         |                   |                   |                   |                      |                      |                      |  |  |       |       |       |
|  | Ekwador U-17            | Ekwador U-17    | 1                       |                        |                         |                         |                         |                   |                   |                   |                      |                      |                      |  |  |       |       |       |
|  | Ekwador U-17            | Ekwador U-17    | 1                       | 24 listopada, Dżakarta |                         |                         |                         |                   |                   |                   |                      |                      |                      |  |  |       |       |       |
|  | Brazylia U-17           | Brazylia U-17   | 3                       |                        |                         |                         |                         |                   |                   |                   |                      |                      |                      |  |  |       |       |       |
|  | Brazylia U-17           | Brazylia U-17   | 3                       |                        |                         | Brazylia U-17           | Brazylia U-17           | 0                 |                   |                   |                      |                      |                      |  |  |       |       |       |
|  | 21 listopada, Bandung   |                 |                         |                        |                         | Brazylia U-17           | Brazylia U-17           | 0                 |                   |                   |                      |                      |                      |  |  |       |       |       |
|  |                         |                 | Argentyna U-17          | Argentyna U-17         | 3                       |                         |                         |                   |                   |                   |                      |                      |                      |  |  |       |       |       |
|  | Argentyna U-17          | Argentyna U-17  | Argentyna U-17          | Argentyna U-17         | 3                       | 5                       |                         |                   |                   |                   |                      |                      |                      |  |  |       |       |       |
|  | Argentyna U-17          | Argentyna U-17  |                         |                        |                         | 5                       | 28 listopada, Surakarta |                   |                   |                   |                      |                      |                      |  |  |       |       |       |
|  | Wenezuela U-17          | Wenezuela U-17  | 0                       |                        |                         |                         |                         |                   |                   |                   |                      |                      |                      |  |  |       |       |       |
|  | Wenezuela U-17          | Wenezuela U-17  | 0                       |                        |                         | Argentyna U-17          | Argentyna U-17          | 3 (2)             |                   |                   |                      |                      |                      |  |  |       |       |       |
|  | 20 listopada, Surakarta |                 |                         |                        |                         | Argentyna U-17          | Argentyna U-17          | 3 (2)             |                   |                   |                      |                      |                      |  |  |       |       |       |
|  |                         |                 | Niemcy U-17             | Niemcy U-17            | 3 (4)                   |                         |                         |                   |                   |                   |                      |                      |                      |  |  |       |       |       |
|  | Hiszpania U-17          | Hiszpania U-17  | Niemcy U-17             | Niemcy U-17            | 3 (4)                   | 2                       |                         |                   |                   |                   |                      |                      |                      |  |  |       |       |       |
|  | Hiszpania U-17          | Hiszpania U-17  | 24 listopada, Dżakarta  |                        |                         | 2                       |                         |                   |                   |                   |                      |                      |                      |  |  |       |       |       |
|  | Japonia U-17            | Japonia U-17    | 1                       |                        |                         |                         |                         |                   |                   |                   |                      |                      |                      |  |  |       |       |       |
|  | Japonia U-17            | Japonia U-17    | 1                       |                        |                         | Hiszpania U-17          | Hiszpania U-17          | 0                 |                   |                   |                      |                      |                      |  |  |       |       |       |
|  | 21 listopada, Bandung   |                 |                         |                        |                         | Hiszpania U-17          | Hiszpania U-17          | 0                 |                   |                   |                      |                      |                      |  |  |       |       |       |
|  |                         |                 | Niemcy U-17             | Niemcy U-17            | 1                       |                         |                         |                   |                   |                   |                      |                      |                      |  |  |       |       |       |
|  | Niemcy U-17             | Niemcy U-17     | Niemcy U-17             | Niemcy U-17            | 1                       | 3                       |                         |                   |                   |                   |                      |                      |                      |  |  |       |       |       |
|  | Niemcy U-17             | Niemcy U-17     |                         |                        |                         | 3                       | 2 grudnia, Surakarta    |                   |                   |                   |                      |                      |                      |  |  |       |       |       |
|  | USA U-17                | USA U-17        | 2                       |                        |                         |                         |                         |                   |                   |                   |                      |                      |                      |  |  |       |       |       |
|  | USA U-17                | USA U-17        | 2                       |                        |                         | Niemcy U-17             | Niemcy U-17             | 2 (4)             |                   |                   |                      |                      |                      |  |  |       |       |       |
|  | 22 listopada, Dżakarta  |                 |                         |                        |                         | Niemcy U-17             | Niemcy U-17             | 2 (4)             |                   |                   |                      |                      |                      |  |  |       |       |       |
|  |                         |                 | Francja U-17            | Francja U-17           | 2 (3)                   |                         |                         |                   |                   |                   |                      |                      |                      |  |  |       |       |       |
|  | Francja U-17            | Francja U-17    | Francja U-17            | Francja U-17           | 2 (3)                   | 0 (5)                   |                         |                   |                   |                   |                      |                      |                      |  |  |       |       |       |
|  | Francja U-17            | Francja U-17    | 25 listopada, Surakarta |                        |                         | 0 (5)                   |                         |                   |                   |                   |                      |                      |                      |  |  |       |       |       |
|  | Senegal U-17            | Senegal U-17    | 0 (3)                   |                        |                         |                         |                         |                   |                   |                   |                      |                      |                      |  |  |       |       |       |
|  | Senegal U-17            | Senegal U-17    | 0 (3)                   |                        |                         | Francja U-17            | Francja U-17            | 1                 |                   |                   |                      |                      |                      |  |  |       |       |       |
|  | 22 listopada, Dżakarta  |                 |                         |                        |                         | Francja U-17            | Francja U-17            | 1                 |                   |                   |                      |                      |                      |  |  |       |       |       |
|  |                         |                 | Uzbekistan U-17         | Uzbekistan U-17        | 0                       |                         |                         |                   |                   |                   |                      |                      |                      |  |  |       |       |       |
|  | Anglia U-17             | Anglia U-17     | Uzbekistan U-17         | Uzbekistan U-17        | 0                       | 1                       |                         |                   |                   |                   |                      |                      |                      |  |  |       |       |       |
|  | Anglia U-17             | Anglia U-17     |                         |                        |                         | 1                       | 28 listopada, Surakarta |                   |                   |                   |                      |                      |                      |  |  |       |       |       |
|  | Uzbekistan U-17         | Uzbekistan U-17 | 2                       |                        |                         |                         |                         |                   |                   |                   |                      |                      |                      |  |  |       |       |       |
|  | Uzbekistan U-17         | Uzbekistan U-17 | 2                       |                        |                         | Francja U-17            | Francja U-17            | 2                 |                   |                   |                      |                      |                      |  |  |       |       |       |
|  | 21 listopada, Surabaja  |                 |                         |                        |                         | Francja U-17            | Francja U-17            | 2                 |                   |                   |                      |                      |                      |  |  |       |       |       |
|  |                         |                 | Mali U-17               | Mali U-17              | 1                       |                         |                         | Mecz o 3. miejsce | Mecz o 3. miejsce | Mecz o 3. miejsce |                      |                      |                      |  |  |       |       |       |
|  | Mali U-17               | Mali U-17       | Mali U-17               | Mali U-17              | 1                       | 5                       |                         |                   |                   | Mecz o 3. miejsce |                      |                      |                      |  |  |       |       |       |
|  | Mali U-17               | Mali U-17       |                         |                        | 25 listopada, Surakarta | 25 listopada, Surakarta | 25 listopada, Surakarta |                   |                   |                   | 1 grudnia, Surakarta | 1 grudnia, Surakarta | 1 grudnia, Surakarta |  |  |       |       |       |
|  | Meksyk U-17             | Meksyk U-17     | 0                       |                        | 25 listopada, Surakarta | 25 listopada, Surakarta | 25 listopada, Surakarta |                   |                   |                   | 1 grudnia, Surakarta | 1 grudnia, Surakarta | 1 grudnia, Surakarta |  |  |       |       |       |
|  | Meksyk U-17             | Meksyk U-17     | 0                       |                        |                         | Mali U-17               | Mali U-17               | 1                 | Argentyna U-17    | Argentyna U-17    | 0                    |                      |                      |  |  |       |       |       |
|  | 21 listopada, Surabaja  |                 |                         |                        |                         | Mali U-17               | Mali U-17               | 1                 | Argentyna U-17    | Argentyna U-17    | 0                    |                      |                      |  |  |       |       |       |
|  |                         |                 | Maroko U-17             | Maroko U-17            | 0                       |                         |                         | Mali U-17         | Mali U-17         | 3                 |                      |                      |                      |  |  |       |       |       |
|  | Maroko U-17             | Maroko U-17     | Maroko U-17             | Maroko U-17            | 0                       | 1 (4)                   |                         | Mali U-17         | Mali U-17         | 3                 |                      |                      |                      |  |  |       |       |       |
|  | Maroko U-17             | Maroko U-17     |                         |                        |                         |                         |                         |                   |                   |                   |                      |                      |                      |  |  |       |       |       |
|  | Iran U-17               | Iran U-17       | 1 (1)                   |                        |                         |                         |                         |                   |                   |                   |                      |                      |                      |  |  |       |       |       |
|  | Iran U-17               | Iran U-17       | 1 (1)                   |                        |                         |                         |                         |                   |                   |                   |                      |                      |                      |  |  |       |       |       |

UWAGA: W nawiasach podane są wyniki po rzutach karnych.

### 1/8 finału
| 20 listopada 2023 09:30 CET | Ekwador U-17 · Bermúdez 45+4' | 1:3(1:1)Raport | Brazylia U-17 · 14', 70' Estevão · 90' Luighi | Stadion Manahan, Surakarta Widzów: 3 580 Sędzia: Atilla Karaoğlan |
|                             |                               |                |                                               |                                                                   |

| 20 listopada 2023 13:00 CET | Hiszpania U-17 · Junyent 8' · Guiu 74' | 2:1(1:1)Raport | Japonia U-17 · 40' Nawata | Stadion Manahan, Surakarta Widzów: 8 587 Sędzia: Pierre Atcho |
|                             |                                        |                |                           |                                                               |

| 21 listopada 2023 09:30 CET | Niemcy U-17 · Herrmann 14' · Moerstedt 34' · Yalçınkaya 87' | 3:2(2:1)Raport | Stany Zjednoczone U-17 · 24' Habroune · 80' Vazquez | Stadion Si Jalak Harupat, Bandung Widzów: 5 782 Sędzia: Fu Ming |
|                             |                                                             |                |                                                     |                                                                 |

| 21 listopada 2023 09:30 CET | Mali U-17 · Barry 9', 13' · Diarra 15' · Kanaté 37' (k) · Tia 50' | 5:0(4:0)Raport | Meksyk U-17 | Stadion Gelora Bung Tomo, Surabaja Widzów: 7 034 Sędzia: Gustavo Tejera |
|                             |                                                                   |                |             |                                                                         |

| 21 listopada 2023 13:00 CET | Argentyna U-17 · Balbo 15' (sam.) · López 22' · Echeverri 32' · Ruberto 70' (k), 79' | 5:0(3:0)Raport | Wenezuela U-17 | Stadion Si Jalak Harupat, Bandung Widzów: 6 187 Sędzia: Morten Krogh |
|                             |                                                                                      |                |                |                                                                      |

| 21 listopada 2023 13:00 CET                                     | Maroko U-17 · Azaouzi 90+4' | 1:1 dogr. k. 4:1(0:0)Raport                     | Iran U-17 · 73' Gholizadeh | Stadion Gelora Bung Tomo, Surabaja Widzów: 1 552 Sędzia: João Pinheiro |
|                                                                 |                             |                                                 |                            |                                                                        |
|                                                                 |                             | Rzuty karne                                     |                            |                                                                        |
| Zakaria Ouazane · Nassim Azaouzi · Imran Nazih · Fouad Zahouani |                             | Erfan Darvishaali · Hesam Nafari · Kasra Taheri |                            |                                                                        |

| 22 listopada 2023 09:30 CET | Anglia U-17 · Ndala 35' | 1:2(1:1)Raport | Uzbekistan U-17 · 4' Saidov · 67' Mirzaev | Jakarta International Stadium, Dżakarta Widzów: 7 014 Sędzia: Selvin Brown |
|                             |                         |                |                                           |                                                                            |

| 22 listopada 2023 13:00 CET                                                      | Francja U-17 | 0:0 dogr. k. 5:3(0:0)Raport                                    | Senegal U-17 | Jakarta International Stadium, Dżakarta Widzów: 12 238 Sędzia: Roberto Pérez |
|                                                                                  |              |                                                                |              |                                                                              |
|                                                                                  |              | Rzuty karne                                                    |              |                                                                              |
| Joachim Kayi Sanda · Yoram Zague · Joan Tincres · Bastien Meupiyou · Nhoa Sangui |              | Idrissa Guèye · Daouda Diong · Pierre Dorival · Mamadou Sawane |              |                                                                              |

### Ćwierćfinały
| 24 listopada 2023 09:30 CET | Hiszpania U-17 | 0:1(0:0)Raport | Niemcy U-17 · 64' (k) Brunner | Jakarta International Stadium, Dżakarta Widzów: 8 379 Sędzia: Omar Mohamed Al Ali |
|                             |                |                |                               |                                                                                   |

| 24 listopada 2023 13:00 CET | Brazylia U-17 | 0:3(0:1)Raport | Argentyna U-17 · 28', 58', 71' Echeverri | Jakarta International Stadium, Dżakarta Widzów: 14 597 Sędzia: Espen Eskås |
|                             |               |                |                                          |                                                                            |

| 25 listopada 2023 09:30 CET | Francja U-17 · Bouneb 83' | 1:0(0:0)Raport | Uzbekistan U-17 | Stadion Manahan, Surakarta Widzów: 5 201 Sędzia: Dahane Beida |
|                             |                           |                |                 |                                                               |

| 25 listopada 2023 13:00 CET | Mali U-17 · Diarra 81' | 1:0(0:0)Raport | Maroko U-17 | Stadion Manahan, Surakarta Widzów: 8 589 Sędzia: Augusto Aragón |
|                             |                        |                |             |                                                                 |

### Półfinały
| 28 listopada 2023 09:30 CET                                           | Argentyna U-17 · Ruberto 36', 45+4', 90+7' | 3:3 dogr. k. 2:4(1:1)Raport                                                              | Niemcy U-17 · 9', 58' Brunner · 69' Moerstedt | Stadion Manahan, Surakarta Widzów: 8 525 Sędzia: Atilla Karaoğlan |
|                                                                       |                                            |                                                                                          |                                               |                                                                   |
|                                                                       |                                            | Rzuty karne                                                                              |                                               |                                                                   |
| Franco Mastantuono · Claudio Echeverri · Juan Giménez · Juan Villalba |                                            | Eric da Silva Moreira · Robert Ramsak · Finn Jeltsch · Fayssal Harchaoui · Paris Brunner |                                               |                                                                   |

| 28 listopada 2023 13:00 CET | Francja U-17 · Titi 56' · Bouneb 69' | 2:1(0:1)Raport | Mali U-17 · 45+1' Diarra | Stadion Manahan, Surakarta Widzów: 12 013 Sędzia: Gustavo Tejera |
|                             |                                      |                |                          |                                                                  |

### Mecz o 3 miejsce
| 1 grudnia 2023 13:00 CET | Argentyna U-17 | 0:3(0:2)Raport | Mali U-17 · 9' Diarra · 45' Doumbia · 48' Makalou | Stadion Manahan, Surakarta Widzów: 10 901 Sędzia: Fu Ming |
|                          |                |                |                                                   |                                                           |

### Finał
| 2 grudnia 2023 13:00 CET                                                                                   | Niemcy U-17 · Brunner 29' (k) · Darvich 51' | 2:2 dogr. k. 4:3(1:0)Raport                                                                       | Francja U-17 · 53' Bouabré · 85' Amougou | Stadion Manahan, Surakarta Widzów: 13 037 Sędzia: Espen Eskås |
| |                                             |                                                                                                   |                                          |                                                               |
| |                                             | Rzuty karne                                                                                       |                                          |                                                               |
| Eric da Silva Moreira · Robert Ramsak · Max Moerstedt · Fayssal Harchaoui · Paris Brunner · Almugera Kabar |                                             | Joachim Kayi Sanda · Ismail Bouneb · Nhoa Sangui · Bastien Meupiyou · Joan Tincres · Tidiam Gomis |                                          |                                                               |

NIEMCY

 PIERWSZY TYTUŁ

## Strzelcy
Bramki z serii rzutów karnych nie są wliczane do klasyfikacji strzelców.

### 7 goli
- Agustín Ruberto

### 5 goli
- Claudio Echeverri
- Ibrahim Diarra
- Paris Brunner

### 4 gole
- Kauã Elias
- Rento Takaoka
- Mamadou Doumbia
- Max Moerstedt
- Amirbek Saidov

### 3 gole
- Joel Ndala
- Estevão Willian
- Rayan
- Michael Bermúdez
- Joan Tincrès
- Mahamoud Barry
- Stephano Carrillo
- Idrissa Gueye
- Nimfasha Berchimas

### 2 gole
- Joel Ndala
- Justin Oboavwoduo
- Reiss-Alexander Russell-Denny
- Santiago López
- Luighi
- Jack Diarra
- Mathis Amougou
- Ismail Bouneb
- Marc Guiu
- Quim Junyent
- Arkhan Kaka
- Esmaeil Gholizadeh
- Kasra Taheri
- Kim Myung-jun
- Ibrahim Kanaté
- Hamidou Makalou
- Noah Darvich
- Eric da Silva Moreira
- Bilal Yalçınkaya
- Oldemar Castillo
- Amara Diouf
- Leenhan Romero

### 1 gol
- Josh Acheampong
- Sam Amo-Ameyaw
- Tyler Dibling
- Finley Joseph McAllister
- Harrison Murray-Campbell
- Ethan Nwaneri
- Valentino Acuña
- Thiago Laplace
- Ian Subiabre
- Da Mata
- João Victor
- Vitor Reis
- Aboubacar Camara
- Allen Obando
- Elkin Ruiz
- Saïmon Bouabré
- Tidiam Gomis
- Mathis Lambourde
- Bastien Meupiyou
- Yvann Titi
- Juan Hernández
- Roberto Martín
- Igor Oyono
- Nabil Asyura
- Mohammad Askari
- Yaghoob Barajeh
- Reza Ghandipour
- Amirmohammad Razaghinia
- Abolfazl Zamani
- Gaku Nawata
- Richard Chukwu
- Ousmane Thiero
- Ange Tia
- Anas Alaoui
- Nassim Azaouzi
- Abdelhamid Aït Boudlal
- Saifdine Chlaghmo
- Ayman Ennair
- Mohamed Hamony
- Fidel Barajas
- Adrián Fernández
- Tahiel Jiménez
- Luis Ortiz
- Charles Herrmann
- Robert Ramsak
- Adam Watson
- Marcel Reguła
- Keyrol Figueroa
- Taha Habroune
- Cruz Medina
- David Vazquez
- Lazizbek Mirzaev
- Behruz Shukurullaev
- Alejandro Cichero
- David Martínez
- Nicola Profeta

### Gole samobójcze
- Abolfazl Zamani (dla  Brazylii)
- Richard Chukwu (dla  Uzbekistanu)
- Wadria Hanye (dla  Anglii)
- Dominik Szala (dla  Senegalu)
- Luís Balbo (dla  Argentyny)

## Nagrody
| Złota Piłka   | Złoty But       | Złota Rękawica | FIFA Fair Play |
| ------------- | --------------- | -------------- | -------------- |
| Paris Brunner | Agustín Ruberto | Paul Argney    | Anglia U-17    |

## Klasyfikacja końcowa
| Miejsce                        | Reprezentacja          | Punkty | Bramki +/− | Bramki zdobyte |
| ------------------------------ | ---------------------- | ------ | ---------- | -------------- |
| Strefa medalowa                |                        |        |            |                |
| złoto                          | Niemcy U-17            | 21     | +9         | 18             |
| srebro                         | Francja U-17           | 18     | +9         | 12             |
| brąz                           | Mali U-17              | 15     | +13        | 17             |
| 4.                             | Argentyna U-17         | 12     | +10        | 19             |
| Wyeliminowane w ćwierćfinałach |                        |        |            |                |
| 5.                             | Hiszpania U-17         | 10     | +3         | 7              |
| 6.                             | Brazylia U-17          | 9      | +8         | 16             |
| 7.                             | Maroko U-17            | 9      | +1         | 6              |
| 8.                             | Uzbekistan U-17        | 7      | 0          | 7              |
| Wyeliminowane w 1/8 finału     |                        |        |            |                |
| 9.                             | Anglia U-17            | 6      | +9         | 14             |
| 10.                            | Iran U-17              | 6      | +5         | 10             |
| 11.                            | Senegal U-17           | 6      | +2         | 6              |
| 12.                            | Japonia U-17           | 6      | 0          | 5              |
| 13.                            | Stany Zjednoczone U-17 | 6      | -1         | 7              |
| 14.                            | Ekwador U-17           | 5      | 0          | 5              |
| 15.                            | Meksyk U-17            | 4      | -3         | 7              |
| 16.                            | Wenezuela U-17         | 4      | -5         | 5              |
| Wyeliminowane w fazie grupowej |                        |        |            |                |
| 17.                            | Burkina Faso U-17      | 3      | -3         | 3              |
| 18.                            | Indonezja U-17         | 2      | -2         | 3              |
| 19.                            | Panama U-17            | 2      | -2         | 2              |
| 20.                            | Korea Południowa U-17  | 0      | -4         | 2              |
| 21.                            | Polska U-17            | 0      | -8         | 1              |
| 22.                            | Kanada U-17            | 0      | -9         | 1              |
| 22.                            | Nowa Zelandia U-17     | 0      | -9         | 1              |
| 24.                            | Nowa Kaledonia U-17    | 0      | -24        | 0              |